# Principessa per caso
Principessa per caso (Royal Matchmaker) è un film del 2018 diretto da Mike Rohl.

## Trama
Kate Gleason, una mediatrice matrimoniale di New York, viene assunta da un re per trovare una moglie adatta a suo figlio, il principe Sebastian, in tempo per una festa reale. Man mano che il tempo passa, Kate riesce finalmente a trovargliela, rendendosi però conto nel frattempo di essersi innamorata di lui.

## Produzione
Le riprese del film, avvenute nel 2017, sono state in gran parte girate all'interno del castello di Peleș e nella vicina città di Sinaia, in Romania.

## Distribuzione
Il film è stato distribuito nelle sale cinematografiche nel 2018.